# Luxiaria lioptera
Luxiaria lioptera är en fjärilsart som beskrevs av Louis Beethoven Prout 1928. Luxiaria lioptera ingår i släktet Luxiaria och familjen mätare. Inga underarter finns listade i Catalogue of Life.